# Young as You Feel (1931)
Young as You Feel is een Amerikaanse filmkomedie uit 1931 onder regie van Frank Borzage.

## Verhaal
Lemuel Morehouse is de eigenaar van een vleesfabriek in Chicago. Hij is een toonbeeld van tucht en orde en hij wil die waarden ook doorgeven aan zijn twee zoons Billy en Tom. Op een dag maakt hij kennis met de Franse zangeres Fleurette. Zij leert Lemuel de zonnige kant van het leven kennen.

## Rolverdeling
| Acteur             | Personage               |
| ------------------ | ----------------------- |
| Will Rogers        | Lemuel Morehouse        |
| Fifi D'Orsay       | Fleurette               |
| Lucien Littlefield | Noah Marley             |
| Don Dillaway       | Billy Morehouse         |
| Terrance Ray       | Tom Morehouse           |
| Lucile Browne      | Dorothy Gregson         |
| Rosalie Roy        | Rose Gregson            |
| Gregory Gaye       | Pierre                  |
| John T. Murray     | Kolonel Stanhope        |
| Brandon Hurst      | Robbins                 |
| C. Henry Gordon    | Harry Lamson            |
| Marcia Harris      | Mevrouw Denton          |
| Otto Hoffman       | Secretaris              |
| Joan Standing      | Secretaresse van Lemuel |